# عملية القراءة في
تتطلب عملية القراءة في (Read into) برنامج مقسم بشكل عام الموافقة على الوصول إلى معلومات حساسة ومقيدة بشكل خاص حول برنامج سري ، ويمكن تلقي ملخص عن البرنامج ، والاعتراف رسميًا بالإحاطة حول البرنامج ، تتم عادةً عن طريق توقيع اتفاقية عدم الإفصاح وهي تصف القيود على معالجة واستخدام المعلومات المتعلقة بالبرنامج. ويمكن للمسؤولين القراءة في المعلومات في حال ما كان لديهم التصريح الأمني المطلوب وحاجتهم إلى المعرفة في عملية مموهة أو عملية مستترة سيعملون عليها.  بالنسبة للبرامج المصنفة حسب بكلمة الرمز ، لن يدرك المسؤول وجود برنامج مرتبط بذلك الرمز إلا إذا كان قراء فيه ،  لأن كلمات الرمز نفسها سرية.